# Absolute Greatest
Absolute Greatest es un álbum recopilatorio lanzado por la banda de Rock inglesa Queen en 2009.

## Lista de canciones
| N.º | Título                                                                  | Escritor(es) | Duración |  |
| 1.  | «We Will Rock You» (de News of The World, 1977)                         | Brian May    | 2:02     |  |
| 2.  | «We Are the Champions» (de News of The World, 1977)                     | Mercury      | 3:00     |  |
| 3.  | «Radio Ga Ga» (de The Works, 1984)                                      | Taylor       | 5:48     |  |
| 4.  | «Another One Bites the Dust» (de The Game, 1980)                        | Deacon       | 3:36     |  |
| 5.  | «I Want It All» (de The Miracle, 1989)                                  | May          | 4:00     |  |
| 6.  | «Crazy Little Thing Called Love» (de The Game, 1980)                    | Mercury      | 2:45     |  |
| 7.  | «A Kind of Magic» (de A Kind of Magic, 1986)                            | Taylor       | 4:24     |  |
| 8.  | «Under Pressure» (de Hot Space, 1982)                                   | Bowie, Queen | 4:01     |  |
| 9.  | «One Vision» (de A Kind of Magic, 1986)                                 | Queen        | 3:58     |  |
| 10. | «You're My Best Friend» (de A Night at the Opera, 1975)                 | Deacon       | 2:52     |  |
| 11. | «Don't Stop Me Now» (de Jazz, 1978)                                     | Mercury      | 3:30     |  |
| 12. | «Killer Queen» (de Sheer Heart Attack, 1974)                            | Mercury      | 3:01     |  |
| 13. | «These Are The Days Of Our Lives» (de Innuendo, 1991)                   | Taylor       | 4:16     |  |
| 14. | «Who Wants to Live Forever» (Versión Editada, de A Kind of Magic, 1986) | May          | 4:55     |  |
| 15. | «Seven Seas of Rhye» (de Queen II, 1974)                                | Mercury      | 2:50     |  |
| 16. | «Heaven For Everyone» (Versión Editada, de Made in Heaven, 1995)        | Taylor       | 4:37     |  |
| 17. | «Somebody To Love» (de A Day at the Races, 1976)                        | Mercury      | 4:52     |  |
| 18. | «I Want to Break Free» (Versión Extendida, de The Works, 1984)          | Deacon       | 4:23     |  |
| 19. | «The Show Must Go On» (de Innuendo, 1991)                               | May          | 4:24     |  |
| 20. | «Bohemian Rhapsody» (de A Night at the Opera, 1975)                     | Mercury      | 5:56     |  |

## Personal
- John Deacon – bajo, piano, guitarra, teclado
- Brian May – guitarra, coros, teclado, voz incidental en "I Want It All" y "Who Wants to Live Forever"
- Freddie Mercury – voz principal, coros, piano, guitarra, teclado
- Roger Taylor – batería, percusión, coros
- David Bowie - coros y dueto con Freddie en "Under Pressure"